# Liste der denkmalgeschützten Objekte in Afritz am See
Die Liste der denkmalgeschützten Objekte in Afritz am See enthält die denkmalgeschützten, unbeweglichen Objekte der Gemeinde Afritz am See.

## Denkmäler
| Foto |                 | Denkmal                                                                      | Standort                                   | Beschreibung | Metadaten |
| ---- | --------------- | ---------------------------------------------------------------------------- | ------------------------------------------ | --- | --- |
| ja   | Datei hochladen | Kath. Pfarrkirche hl. Nikolaus und Friedhof HERIS-ID: 53379 Objekt-ID: 61327 | Dorfstraße 15 Standort KG: Afritz          | Die Kirche ist ein gotischer Bau mit spitzbogigem profilierten Westportal, Christophorusfresko an der Südwand, und Fresken von etwa 1500 im Chor. Zur Einrichtung gehören Hauptaltar, Seitenaltäre und Kanzelkorb (jeweils barock, von 1723) sowie ein gotisches Vortragekreuz und eine bemerkenswerte gotische Nikolausfigur. | BDA-Hist.: Q2083128 Status: § 2a Stand der BDA-Liste: 2025-06-30 Name: Kath. Pfarrkirche hl. Nikolaus und Friedhof GstNr.: .67, 375/4 Pfarrkirche Afritz |
| ja   | Datei hochladen | Mesnerhaus HERIS-ID: 53378 Objekt-ID: 61324                                  | Dorfstraße 26 Standort KG: Afritz          | Zweigeschoßiger, kubistischer Bau aus dem 17. Jahrhundert. | BDA-Hist.: Q38056931 Status: § 2a Stand der BDA-Liste: 2025-06-30 Name: Mesnerhaus GstNr.: 362                                                           |
| ja   | Datei hochladen | Ehem. Pflegerhaus der Grafen Porcia HERIS-ID: 35531 Objekt-ID: 34299         | Millstätter Straße 100 Standort KG: Afritz | Das ehemalige Pflegerhaus war von 1662 bis 1848 im Besitz der Grafen von Porcia und war der Sitz der Pfleger der Herrschaft Afritz. Der zweigeschoßige Renaissance-Bau mit ehemalig durchgängigem Querflur in beiden Geschoßen besitzt ein Schopfwalmdach mit Alpendachstein gedecktem Schersparrendachstuhl und auskragenden, offenen Giebelwänden mit verzierten Gangbrüstungen. Die Fassaden von 1785 wurden im 19. Jahrhundert neu gestaltet; das Innere wurde nach 1956 stark verändert. An der Straßenseite befindet sich über dem Rundbogenportal ein gekuppeltes Mittelfenster. Links daneben ist das Wappen des Reichsfürsten Franz Seraphim von Porcia, rechts das Wappen seiner Frau, Freiin von Jöchlingen und ganz recht ein Wandbild, den Kampf des Erzengels Michael mit Luzifer darstellend. Die Kellerräume und das Erdgeschoß ist mit Ausnahme einer Stube in der Südecke mit Stichkappen-Tonne gewölbt. | BDA-Hist.: Q37965003 Status: Bescheid Stand der BDA-Liste: 2025-06-30 Name: Ehem. Pflegerhaus der Grafen Porcia GstNr.: 727 Porciahaus, Gassen           |
| ja   | Datei hochladen | Kalvarienbergkapelle HERIS-ID: 53464 Objekt-ID: 61428                        | Standort KG: Berg ob Afritz                | Gotisierender Bau aus der ersten Hälfte des 19. Jahrhunderts; Kreuzigungsgruppe mit gemalten Figuren im Hintergrund. | BDA-Hist.: Q38057234 Status: § 2a Stand der BDA-Liste: 2025-06-30 Name: Kalvarienbergkapelle GstNr.: .74 Kalvarienbergkapelle Afritz                     |